# Matići (Orašje)
Matići es un pueblo de la municipalidad de Orašje, en el cantón de Posavina, Bosnia y Herzegovina.

## Superficie
Posee una superficie de 9,54 kilómetros cuadrados.

## Demografía
Hasta 2013 la población era de 1602 habitantes, con una densidad de población de 167,9 habitantes por kilómetro cuadrado.